# Stanislas Limousin
Euphrasie Stanislas Alexis Arsène Limousin (29 de maio de 1831 – 7 de abril de 1887) foi um renomado farmacêutico francês, reconhecido por suas contribuições inovadoras ao campo da farmácia e da medicina. Entre suas invenções mais notáveis estão as ampulhetas hipodérmicas, precursoras das seringas modernas, que revolucionaram a administração de medicamentos ao permitir injeções mais precisas e seguras. Além disso, Limousin foi o inventor da garrafa de oxigênio, um dispositivo essencial que facilitou a administração de oxigênio medicinal, contribuindo para o tratamento de diversas condições respiratórias e emergências médicas.
Limousin foi um pioneiro na criação de dispositivos farmacêuticos, desempenhando um papel fundamental no desenvolvimento de tecnologias que ainda hoje impactam a medicina moderna. Sua dedicação à inovação e seu espírito empreendedor deixaram um legado duradouro, estabelecendo-o como uma figura chave na história da farmácia.
Durante sua carreira, Limousin também foi responsável por diversas outras invenções e aperfeiçoamentos tecnológicos na área farmacêutica, refletindo seu profundo comprometimento com o avanço do conhecimento científico e a melhoria do cuidado à saúde. Seu trabalho influenciou gerações de farmacêuticos e médicos, consolidando seu lugar na história como um dos grandes inovadores do século XIX.

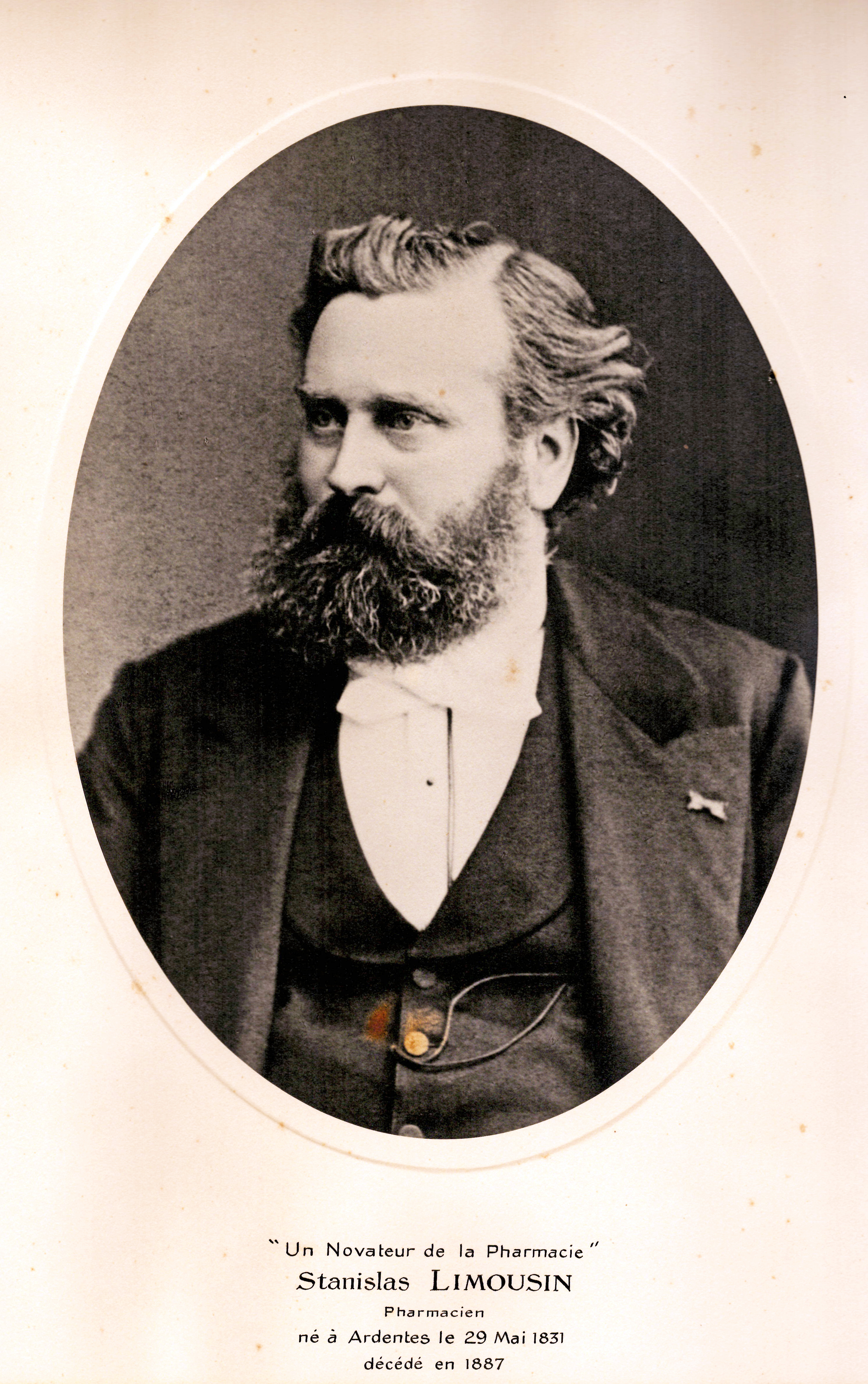
Stanislas Limousin

## Vida inicial
Stanislas Limousin nasceu em Ardente, no departamento de Indre, na França.
Enquanto estagiava no renomado hospital Pitié-Salpêtrière, em Paris, em 1856, Euphrasie Stanislas Alexis Arsène Limousin deu um passo decisivo em sua carreira ao adquirir uma pequena farmácia localizada no número 2 bis da rue Blanche, na Place de la Trinité, no 9º arrondissement de Paris. Sob sua gestão, a farmácia prosperou rapidamente, tornando-se uma referência na região e solidificando a reputação de Limousin como um farmacêutico de talento e visão.
Com o passar dos anos, Limousin confiou a administração da próspera farmácia ao seu genro, Henri Bocquillon-Limousin (1856-1917), que se casou com sua filha em 1885. Henri Bocquillon-Limousin, também um farmacêutico talentoso, deu continuidade ao legado de inovação e excelência estabelecido por seu sogro. Ele se destacou na área ao escrever o influente "Manuel des plantes médicinales coloniales et exotiques" (Manual das Plantas Medicinais Coloniais e Exóticas), uma obra de referência que expandiu o conhecimento sobre o uso de plantas medicinais provenientes de colônias e regiões exóticas, refletindo o espírito de exploração e descoberta científica da época.
Essa transição familiar e a continuidade do sucesso da farmácia marcaram um capítulo importante na vida de Limousin, destacando sua capacidade não apenas de inovar, mas também de construir um legado duradouro na farmácia francesa, que se estendeu por gerações.

## Inovações farmacêuticas
Muitas das inovações de Limousin avançaram na entrega de medicamentos ao paciente e incluíram várias que ainda estão em uso hoje:

### Aparelhos de inalação de oxigênio
Joseph Priestley descobriu Oxigênio em 1774, descrevendo-o como "cinco ou seis vezes melhor do que o ar comum para fins de respiração, inflamação e, acredito, todo outro uso do ar atmosférico comum". No entanto, pouco uso farmacêutico foi feito até a década de 1860, quando Limousin inventou um dispositivo de inalação de oxigênio, o precursor dos extractores de oxigénio agora usados na terapia.
Limousin participou da fatídica ascensão do Zénith, um balão voado a uma altitude recorde de mais de 8.000 metros em 1875. Durante o voo, a Hipóxia matou o oficial da Marinha Francesa Théodore Henri Sivel e o jornalista Joseph Crocé-Spinelli, mas deixou o cientista Gaston Tissandier só surdo, porque ele conseguiu respirar Oxigênio em altitude.  Victor Robinson, professor de História da Medicina, indica que "o aparelho de oxigênio foi arranjado pelo farmacêutico competente Limousin, de acordo com as proporções indicadas por Paul Bert".

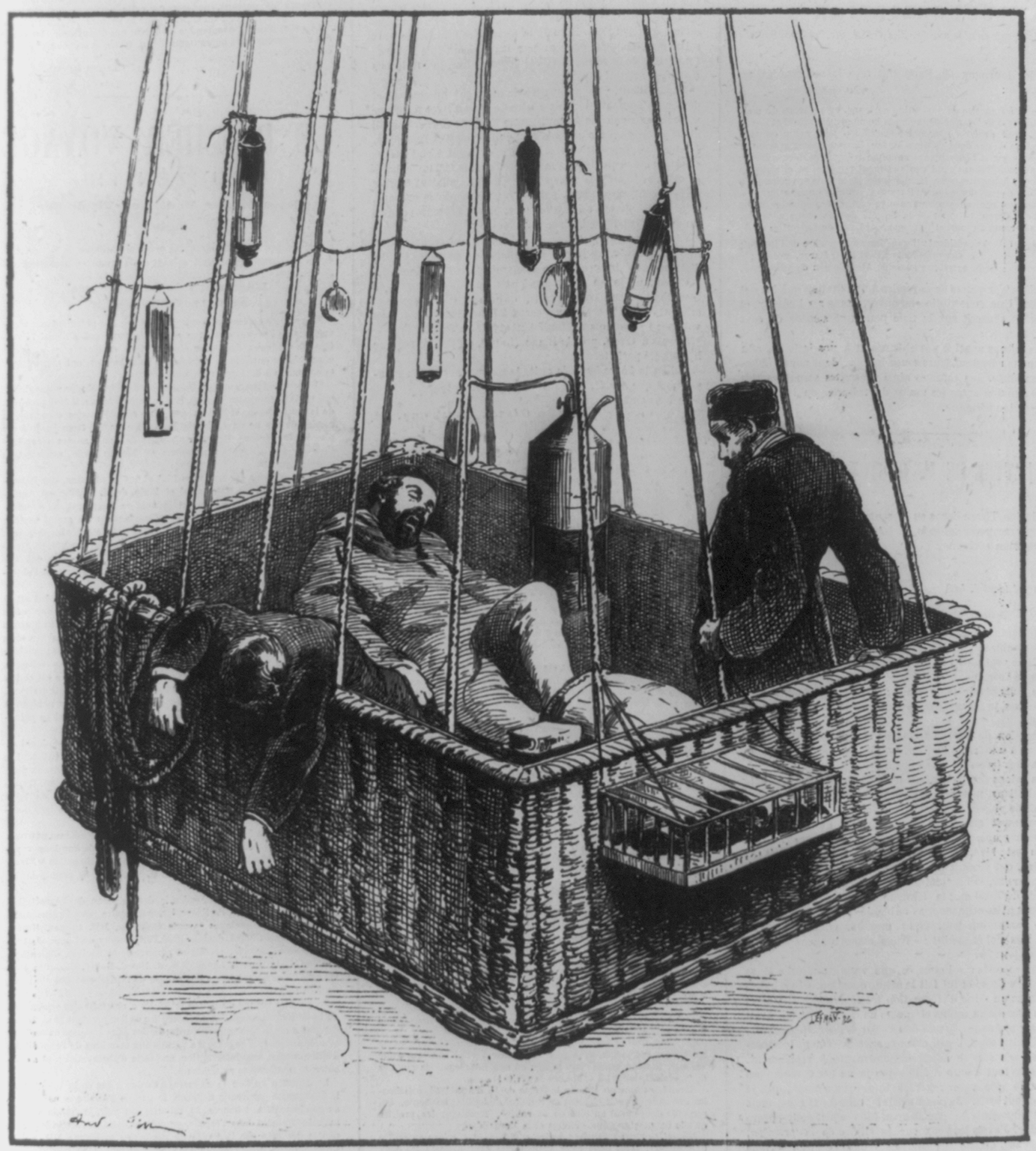
Ilustração da cesta do Zenit

### Cachetes de wafer
Em 1873, Limousin apresentou a ideia de fazer wafers de amido de arroz, para envolver Medicamentos em pó, ajudando a entregar medicamentos de sabor desagradável. Estes foram feitos usando um processo chamado Procédé Limousin. Representam o início da moderna fabricação farmacêutica industrial, antes do advento das cápsulas de gelatina e da adoção em massa do formato de entrega de medicamentos comprimido.

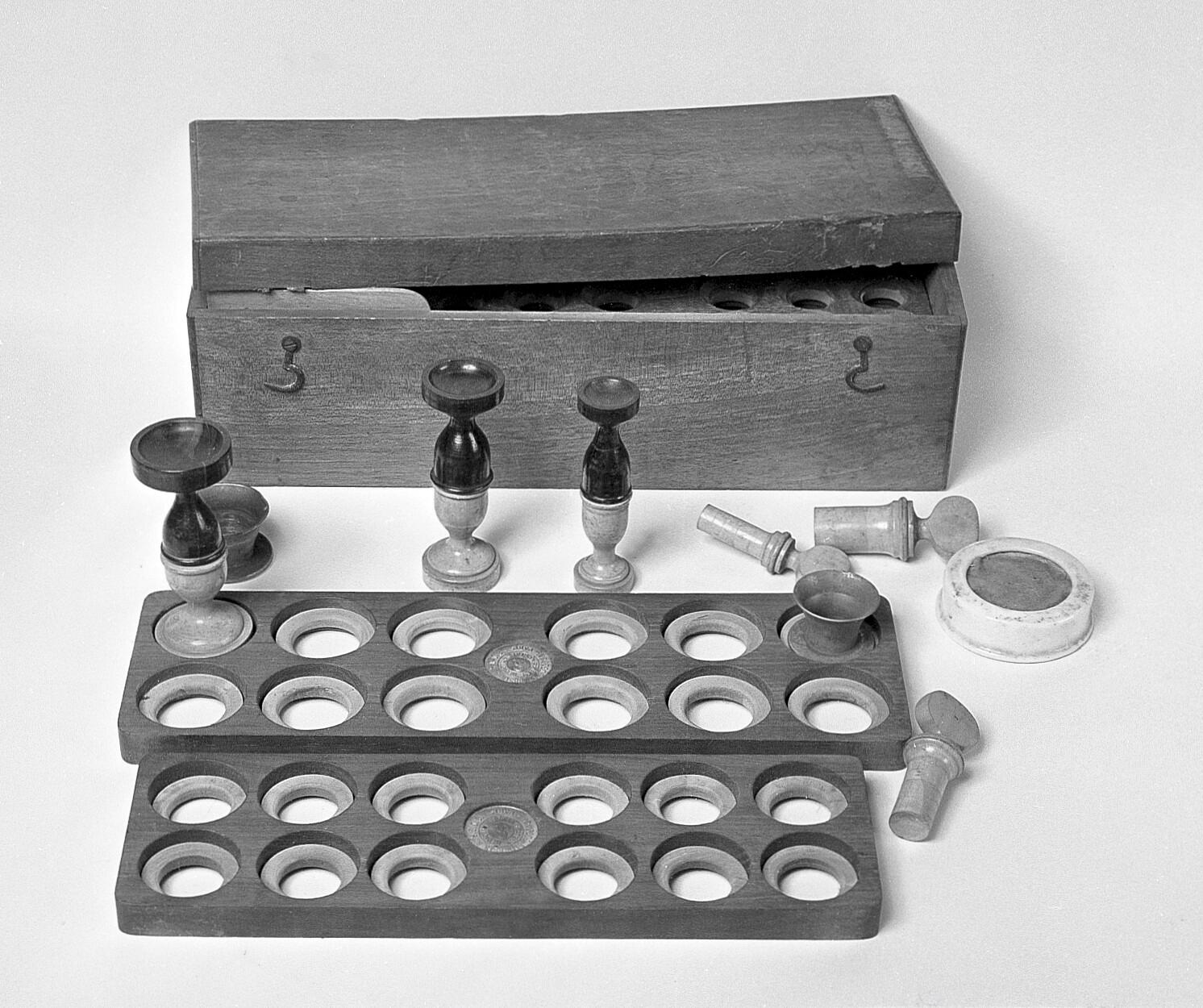
Equipamento do Procédé Limousin

### Dropper de medicamentos
Limousin projetou o eye dropper ou "compte-goute" (contador de gotas), enquanto trabalhava com Louis Pasteur em vários projetos. Outra vez chamadas de pipetas francesas, agora são muitas vezes chamadas de Pipetas de Pasteur.

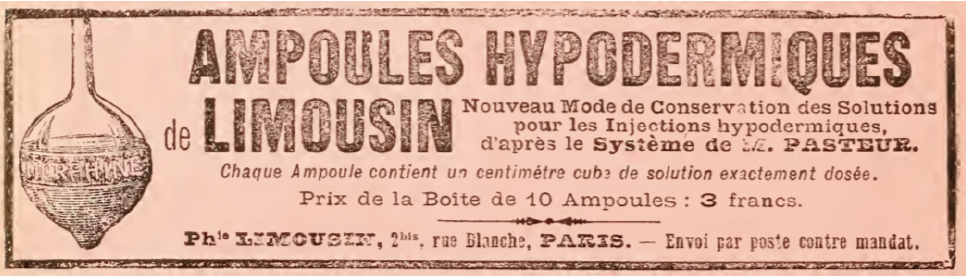
Etiqueta de caixa de ampola de limões

A Ampulha de vidro seliza e preserva soluções Esterilizados para injecção por agulha hipodérmica. A importância da injeção intravenosa como meio de administração de medicamentos é clara, mas Limousin não viu ao vivo para ver sua adoção.

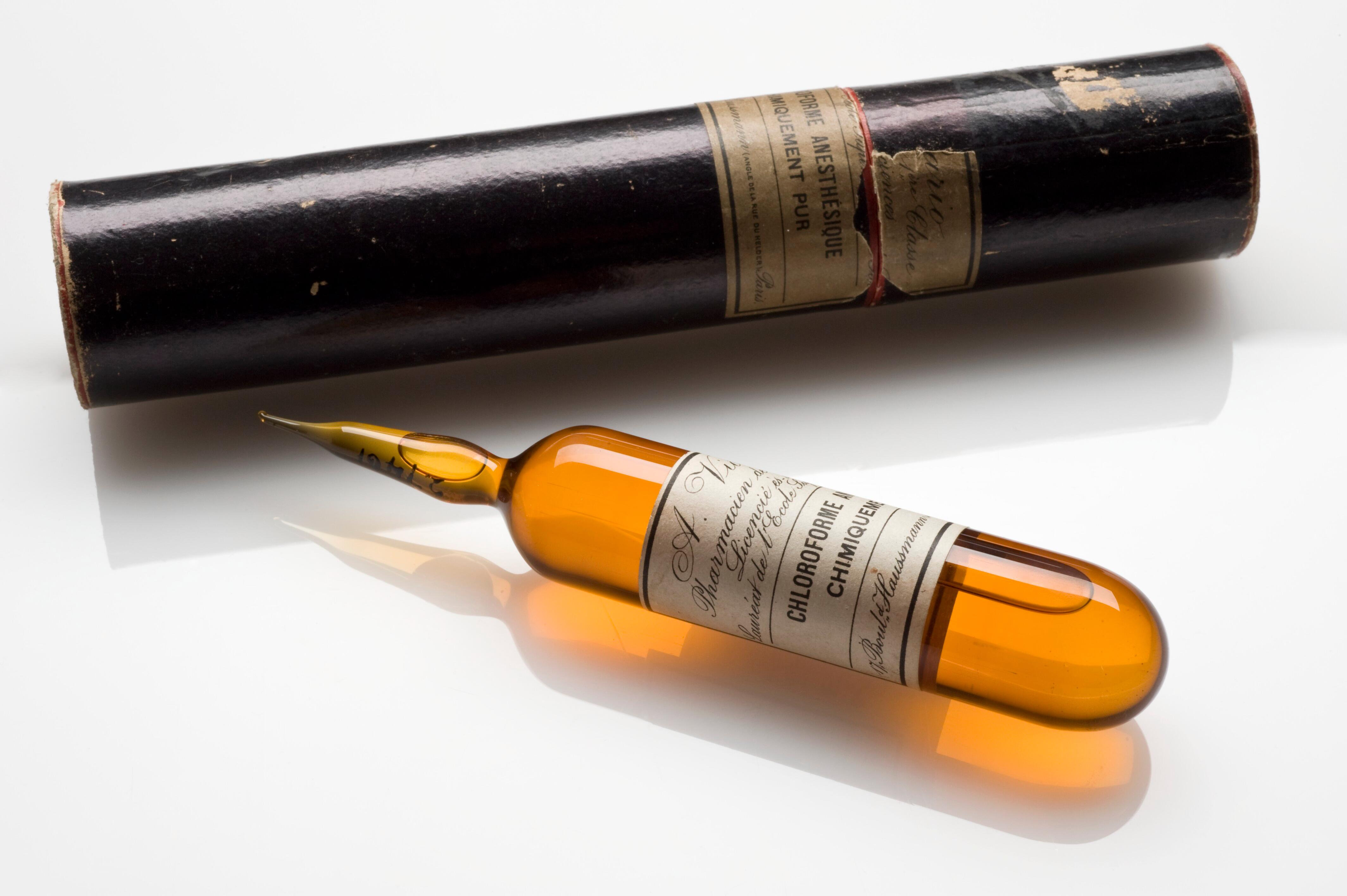
Ampola de vidro

## Vida posterior
Limousin era membro da Société de Pharmacie, que se tornaria a Académie Nationale de Pharmacie e era presidente da Société de Médecine pratique e da Société de Thérapeutique.